# Wostok 5
Wostok 5 war ein bemannter Weltraumflug des sowjetischen Wostokprogramms. Zusammen mit Wostok 6 wurde ein Doppelflug unternommen. Der Kosmonaut Waleri Bykowski blieb dabei über vier Tage in der Erdumlaufbahn und stellte einen neuen Dauerrekord auf.

## Besatzung
- Waleri Fjodorowitsch Bykowski (1. Flug)

### Ersatzmannschaft
- Boris Walentinowitsch Wolynow

### Zweite Ersatzmannschaft
- Alexei Archipowitsch Leonow

## Vorbereitung
Nach dem Doppelflug von Wostok 3 und Wostok 4 im August 1962 war nicht klar, wie viele weitere Wostokflüge noch stattfinden würden, und wie viele davon mit weiblichen Kosmonauten bemannt würden. Im Frühling 1963 kristallisierte sich dann heraus, dass keine neuen Wostok-Raumschiffe hergestellt würden. Die zwei verbleibenden, einsitzigen Raumschiffe würden für einen Doppelflug mit einem Mann und einer Frau verwendet werden.
Am 11. Mai 1963 wurde Waleri Bykowski als Pilot nominiert. Er war zuvor Ersatzmann bei Wostok 3 gewesen. Als Ersatzpiloten wurden Boris Wolynow und Alexei Leonow eingeteilt.

## Flugverlauf
Wostok 5 startete am 14. Juni 1963 um 14:58 Uhr Moskauer Zeit vom Raketenstartplatz Baikonur und erreichte nach wenigen Minuten die Erdumlaufbahn mit 175 km Perigäum und 222 km Apogäum bei einer Inklination von 65 Grad. Die Flughöhe war niedriger als geplant und verringerte sich ständig durch atmosphärische Reibung, so dass die geplante Missionsdauer von acht Tagen nicht erreicht werden konnte.
Aufgrund von Problemen mit dem Lebenserhaltungssystem sank die Temperatur in der Kabine im Laufe der Mission von 30 °C bis auf 15 °C.
Zwei Tage nach Wostok 5 startete Wostok 6 mit Walentina Tereschkowa an Bord, der ersten Frau im Weltall. Die beiden Raumschiffen näherten sich einander bis auf 5 km, doch dann vergrößerte sich der Abstand zunehmend. Während der ersten Zeit standen Bykowski und Tereschkowa in direktem Funkkontakt, später mussten Relaisstationen auf der Erde vermitteln.
Die Landung von Wostok 5 erfolgte nach fünf Tagen um 14:06 Uhr Moskauer Zeit, 540 km nordwestlich von Karaganda im heutigen Kasachstan.
Bykowski wurde planmäßig mit dem Schleudersitz aus der Landekapsel katapultiert und landete an einem eigenen Fallschirm. Etwa hundert Anwohner versammelten sich um ihn, und er wurde in einem Auto zur Landekapsel gebracht, die etwa zwei Kilometer entfernt niedergegangen war. Von dort aus nahm er Funkkontakt zu den Bergungsflugzeugen auf.

## Bedeutung
Der fünftägige Flug von Wostok 5 markierte wieder einen neuen Weltrekord. Damit lagen die Sowjets weit vor den konkurrierenden Amerikanern, die einige Wochen zuvor mit Gordon Cooper bei der Mission Mercury-Atlas 9 einen Raumflug von nur 35 Stunden erreicht hatten, der dazu gegen Ende von Systemausfällen geprägt war.
Trotz der Probleme bei der Landung bildeten Wostok 5 und Wostok 6 einen erfolgreichen Abschluss des Wostok-Programms. Es war bereits beschlossen, dass die nächsten bemannten Flüge mit einer Weiterentwicklung, der mehrsitzigen Woschod-Raumschiff durchgeführt würden. Das Sojus-Raumschiff, das völlig neu konzipiert wurde, würde erst in mehreren Jahren zur Verfügung stehen.
Die Rückkehrkapsel ist heute im Ziolkowski-Museum in Kaluga ausgestellt.